# Johannes Fritsch
Johannes Georg Fritsch (ur. 27 lipca 1941 w Bensheim-Auerbach, zm. 29 kwietnia 2010 w Bonn) – niemiecki kompozytor i altowiolista, przedstawiciel spektralizmu.

## Życiorys
W latach 1961–1965 studiował muzykologię, filozofię i socjologię na Uniwersytecie Kolońskim, a równocześnie kompozycję u Zimmermanna i muzykę elektroniczną u Koeniga w konserwatorium w Kolonii. W 1962 wziął udział w Międzynarodowch Letnich Kursach Nowej Muzyki w Darmstadcie, podczas których zyskał uznanie zarówno jako kompozytor, jak i wykonawca
W latach 1964–1970 jako altowiolista grał z zespołem Stockhausen-Ensamble oraz wziął udział w niemieckiej wystawie na Expo '70, podczas Światowych Targów w Osace w 1970 . 
W kolońskim konserwatorium wykładał  teorię muzyki (1965–1970), harmonię i estetykę mediów (1971-1984) oraz kompozycji (1984–2006, jako profesor). Kompozycję wykładał także  na kursach Darmsztadzkich (1971-1984). Od 1974 do 1998 pracował w zarządzie i był wieloletnim przewodniczącym INMM (Institut für Neue Musik und Musikerziehung) w Darmstadcie. 
W 1970 Fritsch był jednym z założycieli Feedback Studio w Kolonii (wraz z Rolfem Gehlhaarem i Davidem Johnsonem), a od 1975 przewodził Feedback Studio Verlag, pierwszemu wydawnictwu stworzonemu przez i dla niemieckich kompozytorów. Był producentem płyt kompaktowych, redaktorem Feedback Studio Papers (jednego z czasopism poświęconych muzyce elektronicznej), wydawcą partytur muzyki współczesnej oraz menedżerem koncertowym .

## Twórczość
Fritsch od początku kariery uważał muzykę elektroniczną za idealnie naturalne, a nawet kluczowe medium. Najczęściej łączył partie zespołu kameralnego z nagraną taśmą lub z granymi na żywo partiami instrumentów elektronicznych. Tworzył też utwory całkowicie elektroniczne, a znaczna część jego pracy w Feedback Studio poświęcona była rozwojowi nowych instrumentów elektronicznych lub wyposażeniu publicznych sal w automatyczne i półautomatyczne urządzenia wytwarzające dźwięk.
Starał się znaleźć konsensus między sztucznymi i naturalnymi dźwiękami, sprawić by jego muzyka nie była izolowana jako abstrakcyjny obiekt estetyczny, ale by nieustannie  konfrontowała się z elementami otoczeniem, rozbijając hermetyczność typową dla muzyki artystycznej. Jego utwory są jak kolaże łączące obce sobie elementy: muzykę europejskią i egzotyczną, sacrum i profanum, dźwięki instrumentów i uliczny hałas (Akroasis, Modulation IV).

## Wybrane kompozycje
(na podstawie materiałów źródłowych )
- Duett na altówkę i taśmę (1961)
- Bestandteile des vorüber (słowa M. Bense) na sopran, niskie instrumenty dęte i 3 kontrabasy (1962)
- Fabula rasa na taśmę 4-ścieżkową (1964)
- Ikonen na 3 fortepiany (1964)
- Concerto da camera na skrzypce (z mikrofonem) i 12 instr. smyczkowych (1965)
- Partita na altówkę, 2 mikrofony, 2 magnetofony, 2 filtry i 3 regulatory 1966)
- Modulation I na skrzypce, altówkę, wiolonczelę, kontrabas i fortepian (1966)
- Modulation II na zespół kameralny i taśmy (1967)
- Akroasis na lektora, 2 głosy, jazz band, pozytywkę i wielką orkiestrę (1966–1968)
- Sul G (Oktober 70) na flet i fortepian (1970)
- Violectra, va d’amore na syntezator (1971)
- Hochtöner na flet, altówkę, perkusję, syntezator i taśmę (1974)
- Konzert na trąbkę i orkiestrę (1975)
- Klavierstück 2 na fortepian preparowany (1978)
- Kreuzgänge na orkiestrę (1983)
- Testament Vivier na instr. drewniane, fortepian i taśmę (1983)
- Konzert na wiolonczelę i orkiestrę (1985)
- Noel für 3 flöten (1990)
- Das bittersüsse Büchlein na obój, akordeon i kontrabas (1992)
- Herbstlicht na orkiestrę (1995)
- Infra, low sounds, SPX 900 ad libitum (1998)
- Piazza Celestina na czelestę (1999)
- Sonett na skrzypce i fortepian (2000)